# Andrzej Maria Murasik
Andrzej Maria Murasik (ur. w 1931, zm. 27 września 2019 w Otwocku) – polski fizyk, prof. dr hab.

## Życiorys
Obronił pracę doktorską, następnie uzyskał stopień doktora habilitowanego. 18 lutego 1992 nadano mu tytuł profesora w zakresie nauk fizycznych. Pracował w Instytucie Energii Atomowej POLATOM, a także odbył współpracę w wielu innych instytutach naukowych w Egipcie, we Francji i w Szwajcarii.
Zmarł 27 września 2019.

## Publikacje
- 1999: Magnetic Properties of ErGa3, Raport IAE - 52/A[2]
- 1999: Incommensurate Magnetic Ordering in ErGa3[2]